# Hôn nhân cùng giới ở Colorado
Hôn nhân cùng giới đã được công nhận hợp pháp tại tiểu bang Colorado của Hoa Kỳ kể từ ngày 7 tháng 10 năm 2014.
Lệnh cấm hiến pháp tiểu bang của Colorado đối với hôn nhân cùng giới đã bị bãi bỏ tại tòa án quận của bang vào ngày 9 tháng 7 năm 2014 và bởi Tòa án Quận Hoa Kỳ cho Quận Colorado vào ngày 23 tháng 7 năm 2014. Hơn nữa, Tòa án phúc thẩm Tenth Circuit đã đưa ra phán quyết tương tự đối với các lệnh cấm như vậy ở Utah vào ngày 25 tháng 6 và Oklahoma vào ngày 18 tháng 7, đó là những tiền lệ pháp ràng buộc đối với các tòa án ở Colorado.
Vào ngày 6 tháng 10 năm 2014, Tòa án Tối cao Hoa Kỳ đã từ chối xét xử các vụ án Tenth Circuit, và Tenth Circuit đã tạm dừng việc ở lại. Vào ngày 7 tháng 10 năm 2014, Tòa án Tối cao Colorado và Tenth Circuit đã dọn đường cho các cuộc hôn nhân cùng giới bắt đầu ở Colorado.